# ریزگرد ۲۰۱۳ جنوب شرق آسیا

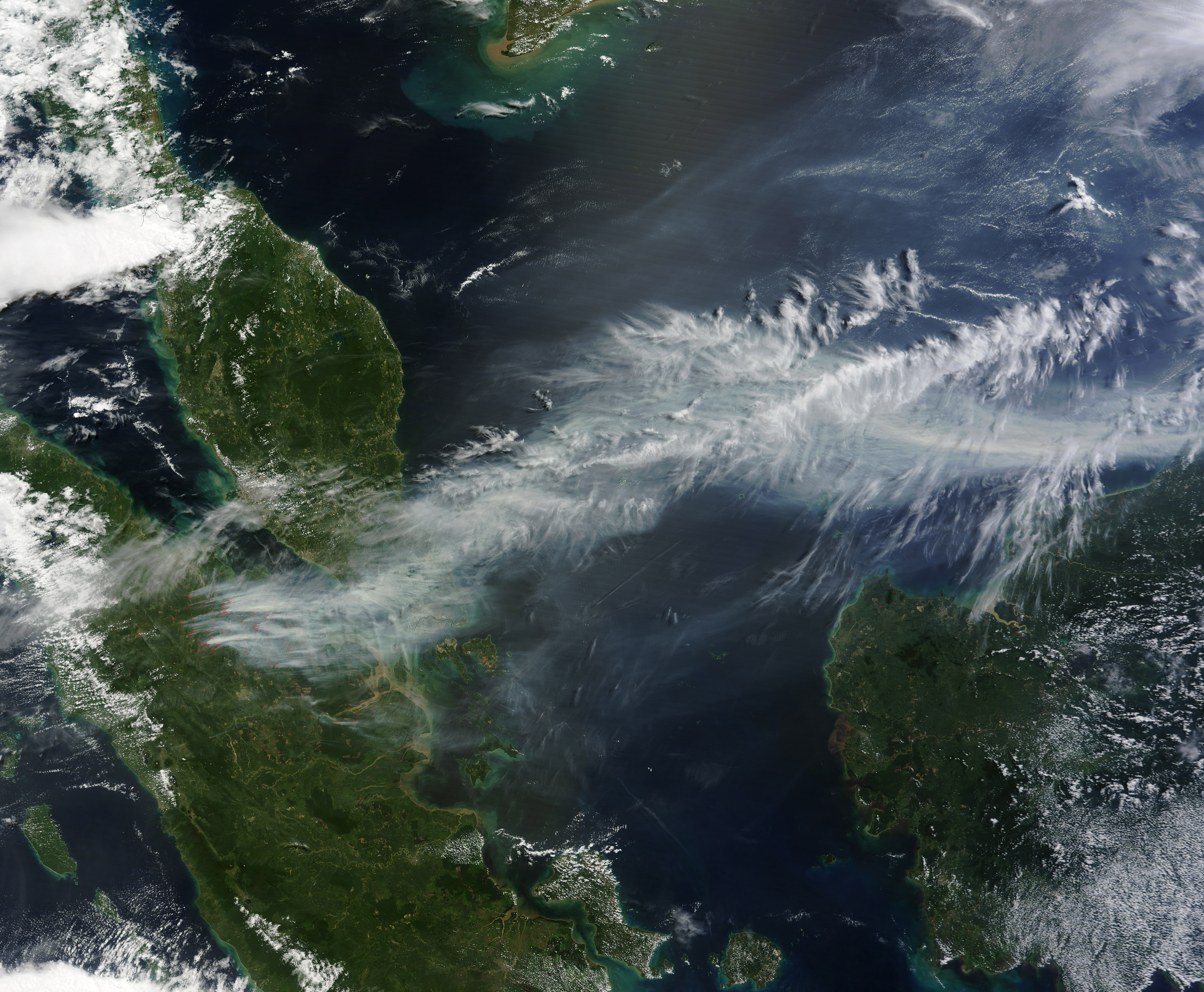
تصویر ماهواره‌ای ناسا از مه در ۱۹ ژوئن ۲۰۱۳.

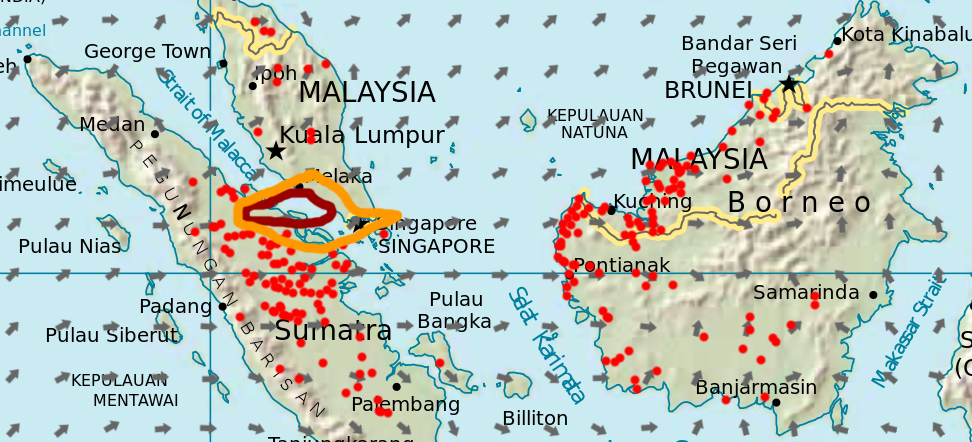
میزان مه تا تاریخ ۱۹ ژوئن ۲۰۱۳.

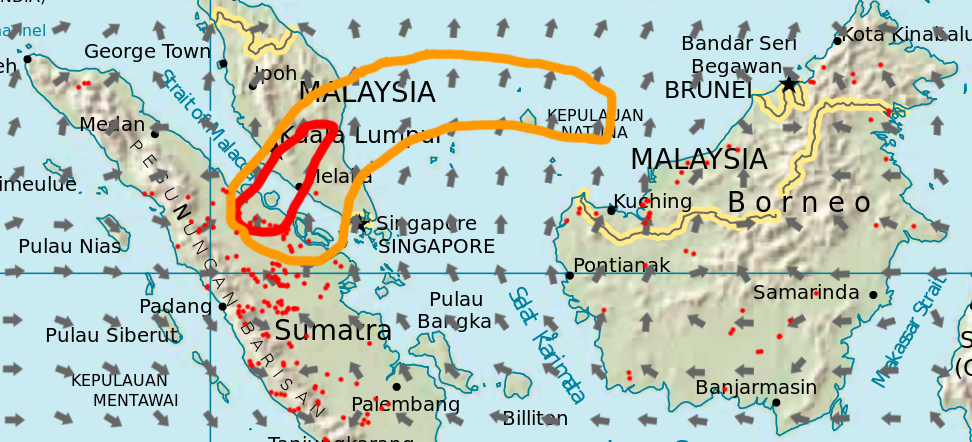
میزان ابر از ۲۳ ژوئن 2013

ریزگرد جنوب شرقی آسیا در سال ۲۰۱۳، بحرانی از ریزگرد بود که چندین کشور در جنوب شرقی آسیا، از جمله برونئی، اندونزی، مالزی، سنگاپور و تایلند جنوبی را عمدتاً در ماه‌های ژوئن و ژوئیه ۲۰۱۳ تحت تأثیر قرار داد. دوره مه غلیظ ناشی از آتش‌سوزی‌های گسترده در بسیاری از نقاط سوماترا و بورنئو بود. تصاویر ماهواره‌ای ناسا نشان داد که این مه عمدتاً به دلیل دود ناشی از آتش‌سوزی در استان ریائو، اندونزی بوده است.
مه‌دود جنوب شرقی آسیا در سال ۲۰۱۳ به دلیل ایجاد سطح بالای آلودگی در سنگاپور و چندین بخش از مالزی قابل توجه بود. شاخص استانداردهای آلودگی ۳ ساعته در سنگاپور در ۲۱ ژوئن ۲۰۱۳ به بالاترین رکورد خود یعنی ۴۰۱ رسید و از رکورد قبلی ۲۲۶ که در جریان مه جنوب شرقی آسیا در سال ۱۹۹۷ ثبت شده بود، پیشی گرفت. در ۲۳ ژوئن، شاخص آلودگی هوا (API) در موار، جوهور، ساعت ۷ صبح به ۷۴۶ رسید که تقریباً ۲٫۵ برابر بالاتر از حداقل محدوده سطح خطرناک بود و در نتیجه منجر به اعلام وضعیت اضطراری در موار و لدانگ شد (که بعداً در صبح ۲۵ ژوئن لغو شد) و شهرها عملاً در تعطیلی کامل قرار گرفتند.

## گاهشمار وقایع
در ۱۹ ژوئن ۲۰۱۳، ماهواره‌های Terra و Aqua ناسا تصاویری از دود ناشی از آتش‌سوزی‌های غیرقانونی در جزیره سوماترای اندونزی را ثبت کردند که به سمت شرق و جنوب مالزی و سنگاپور در حرکت بود و باعث ایجاد ابرهای غلیظ مه در منطقه شده بود. همان‌طور که یک مقام محلی اندونزیایی اعلام کرد، منبع مه ممکن است یک زمین باتلاقی به مساحت ۳۰۰۰ هکتار در منطقه بنکالیس ریجنسی، استان ریائو باشد که در ۹ ژوئن توسط یک گروه ناشناس به آتش کشیده شد. در ۱۸ ژوئن، ۱۸۷ نقطه داغ توسط ماهواره‌ها شناسایی شدند، که در ۲۰ ژوئن به ۸۵ نقطه کاهش یافت.
در ۲۱ ژوئن ۲۰۱۳، در مجموع ۴۳۷ نقطه داغ در سوماترا شناسایی شد. دو روز بعد، این تعداد به ۱۱۹ نفر کاهش یافت. در ۲۴ ژوئن، از مجموع ۲۲۷ نقطه بحرانی شناسایی شده در سوماترا، ۱۵۹ نقطه در ریائو شناسایی شد. یک افسر نیروی هوایی توضیح داد که تعداد کم نقاط حساس شناسایی شده در برخی روزها به دلیل پوشش ابر سنگین بود که مانع از شناسایی برخی از نقاط حساس توسط ماهواره می‌شد. اداره محیط زیست مالزی گفت که ۱۷۳ نقطه داغ در مالزی در ۲۴ ژوئن شناسایی شد که ۱ نقطه در نگری سمبیلان، ۱ در ترنگانو، ۳ در صباح و ۱۶۸ در ساراواک شناسایی شد. بسیاری از نقاط داغ متعلق به شرکت‌های روغن پالم یا کشاورزان خرده‌پا بودند که روغن پالم را به این شرکت‌ها عرضه می‌کنند و از روش‌های بریدن و سوزاندن برای پاکسازی زمین‌های خود برای فصل کاشت بعدی استفاده می‌کنند. با این حال، نخست‌وزیر سنگاپور، لی هسین لونگ، گفت که آتش‌سوزی‌ها به احتمال زیاد توسط شرکت‌های متخلف آغاز شده‌اند، نه توسط خرده مالکان. در ۲۵ ژوئن، رئیس‌جمهور اندونزی، سوسیلو بامبانگ یودویونو، رسماً از مالزی و سنگاپور به دلیل مه دود خطرناک عذرخواهی کرد.
در تاریخ ۲۶ ژوئن ۲۰۱۳، ماهواره‌ها ۲۶۵ نقطه داغ را شناسایی کردند، اما پس از بارش شدید باران در طول شب بین این دو روز، تعداد نقاط داغ در ۲۷ ژوئن به ۵۴ کاهش یافت. باشگاه فوتبال کاردیف سیتی که به تازگی به لیگ برتر فوتبال انگلستان ارتقا یافته بود، به‌دلیل مه‌دود شدید، سفر یک هفته‌ای خود به مالزی، زادگاه مالک میلیاردری‌اش وینسنت تان، را که قرار بود در همان هفته آغاز شود، لغو کرد.
تعداد کانون‌های بحران در سوماترا در ۲۷ ژوئن همچنان رو به کاهش بود و در ساعت ۴ بعد از ظهر، ۴۲ کانون بحران ثبت شد. در همان زمان در ۲۸ ژوئن، تنها ۱۵ نقطه داغ توسط ماهواره‌ها شناسایی شد. آژانس ملی محیط زیست سنگاپور اعلام کرد که این می‌تواند دلیل بهبود شرایط مه در سنگاپور و مالزی طی هفته گذشته باشد. تعداد نقاط داغ در ۲۹ ژوئن به ۷ نقطه کاهش یافت.
صندوق جهانی طبیعت (WWF) بار دیگر خواستار تصویب و اجرای سیاست‌های ممنوعیت کامل آتش‌سوزی شد. بر اساس شناسایی نقاط داغ توسط ماهواره‌ها، استان ریاو در سوماترا بیش از ۸۸٪ از نقاط داغی را داشت که باعث شدیدترین مه‌دود بر سنگاپور و شبه‌جزیره مالزی از سال ۱۹۹۷ به این‌سو شده بود. از ۱ تا ۲۴ ژوئن، ماهواره‌های ناسا بیش از ۹۰۰۰ نقطه داغ در سوماترا شناسایی کردند که بیش از ۸۰۰۰ مورد آن‌ها در استان ریاو قرار داشت.
تا تاریخ ۲۹ ژوئن، مجموعاً ۲٬۸۰۰ نفر از نیروهای نظامی همراه با هلیکوپترها و هواپیماها برای مقابله با آتش‌سوزی‌ها به منطقه اعزام شده بودند. همچنین حدود ۳٬۰۰۰ نفر از غیرنظامیان نیز در عملیات اطفای حریق همکاری می‌کردند. مساحت آتش‌سوزی‌ها از ۱۶٬۵۰۰ هکتار به ۴٬۰۸۱ هکتار کاهش یافت.
در اول ژوئیه، ۴ کانون آتش‌سوزی در ریائو شناسایی شد که کمترین تعداد از زمان شروع آتش‌سوزی تاکنون است.
در ۱۹ جولای، ۴۳ نقطه داغ در سوماترا شناسایی شد.
روز بعد، با توجه به اینکه سوماترا آب و هوای خشکی را تجربه می‌کرد، تعداد نقاط بحرانی به شدت افزایش یافت. ۱۵۹ نقطه داغ در سوماترا وجود داشت که ۶۳ مورد از آنها در ریائو واقع شده بودند.
- شاخص کیفیت هوا
- جنگل‌های باتلاقی پیت بورنئو
- شاخص استانداردهای آلاینده‌ها